# Channel 8
O Channel 8 é um canal de televisão de Singapura, pertencente à Mediacorp, a principal empresa de mídia do país. Lançado em 1995, a emissora é conhecida por oferecer uma programação diversificada que inclui série de dramas, comédias, notícias e programas de entretenimento, principalmente em mandarim.
O canal é particularmente popular entre a comunidade chinesa de Singapura, refletindo a diversidade cultural e étnica do país. Os dramas produzidos pelo Channel 8 costumam abordar temas variados, desde histórias contemporâneas até dramas históricos, e frequentemente ganham destaque por suas produções de alta qualidade. Além dos dramas, o Channel 8 também transmite noticiários, programas de variedades e reality shows, cobrindo uma ampla gama de interesses para seu público.